# Година на четиримата императори
Годината на четиримата императори е 69 г. Това е година, в която се сменят 4 римски императора - Галба, Отон, Вителий и Веспасиан.
След смъртта на Нерон династията на Юлио-Клавдиите свършва и на престола чрез държавен преврат се възкачват в продължение на една година четирима императори.
- Императори в Годината на четиримата императори
- Галба
- Отон
- Вителий
- Веспасиан
- Територии на претендентите

В крайна сметка политическата нестабилност в Римската империя е неутрализирана и централната власт е укрепена от Флавиевата династия, представители на която са Веспасиан, Тит и Домициан.